# Riccia americana
Riccia americana là một loài rêu trong họ Ricciaceae. Loài này được M. Howe mô tả khoa học đầu tiên năm 1899.
Danh pháp khoa học của loài này chưa được làm sáng tỏ. 